# Parobrimus immanis
Parobrimus immanis är en insektsart som först beskrevs av Scudder, S.H. 1869.  Parobrimus immanis ingår i släktet Parobrimus och familjen Pseudophasmatidae. Inga underarter finns listade i Catalogue of Life.